# Chicago Sanitary and Ship Canal

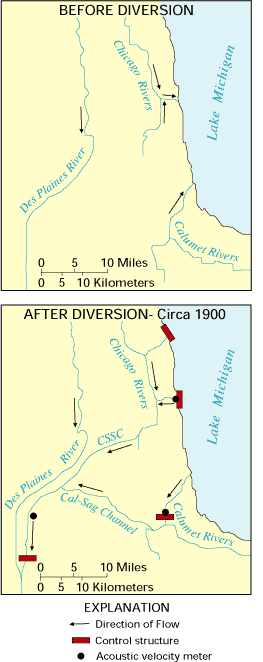
Sentidos das correntes dos cursos de água antes e depois da construção do canal.

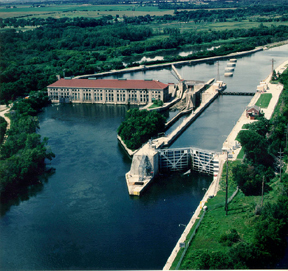
Barragem e eclusa em Lockport.

O Chicago Sanitary and Ship Canal, também chamado antigamente Chicago Drainage Canal, é um canal situado na região de Chicago, no Illinois, Estados Unidos. É a única via navegável que liga os Grandes Lagos ao rio Mississippi. Fica situado entre o lago Michigan, o rio Chicago, o rio Illinois e o rio Des Plaines. Permite ainda transferir águas residuais da zona de Chicago para a de Des Plaines. O Chicago Sanitary and Ship Canal faz parte do Chicago Wastewater System, sob controlo do Metropolitan Water Reclamation District of Greater Chicago. Foi inaugurado em 1900, e tem 45 km de comprimento, 62 m de largura e 7,3 m de profundidade.
Liga a parte meridional do rio Chicago ao rio Des Plaines em Lockport. Entre 1903 e 1907 foi estendido até chegar a Joliet. Dois outros canais foram feitos para completar o sistema: o canal North Shore em 1910 e o canal Cal-Sag em 1922.